# Богатство
Богатството е висока степен на изобилие от материални и нематериални (духовни) ценности за лице или общество (социум).
Материалните стойности могат да са пари, средства за производство, недвижими имоти, лично имущество и т.н. Към богатството по принцип спадат качеството и достъпът до здравеопазване, образование и култура.
В обществен план богат е онзи, който притежава значителна стойност материални и/или духовни ценности в сравнение с другите членове на обществото.
В стопанската сфера, богатство се определя като разлика между активите и пасивите към даден момент.
Антипод на богатството е бедността. Страните по света се делят на богати и бедни, включително развиващи се.

## Дефиниция
Според Адам Смит богатството е по-голямо или по-малко в зависимост от възможността да се разпорежда „с целия труд или с целия продукт на труда, който се намира в момента на пазара“.